# مسابقه آواز یوروویژن ۱۹۹۵
مسابقه آواز یوروویژن ۱۹۹۵ ۴۰مین دوره از مسابقات آواز یوروویژن بود که در Point Theatre، دوبلین، ایرلند برگزار شد. برنده آن کشور نروژ بود.